# Алепу
Алепу (або Лисяче болото) — заболочена лагуна розташована в південній частині болгарського чорноморського узбережжя, за 6,5 км південніше міста Созополь. Алепу грецькою означає лисиця. 
З 1986 року лагуна Алепу є територією, що охороняється, має категорію природної пам'ятки Рамсарської Конвенції. 
Вона розташована біля підніжжя Странджанського хребта, пагорба Бакурлука Кукув на півночі і пагорба Андрія на півдні, через затоку, в оточенні мису Агаліна на півночі і мису Хума на півдні. Спочатку це була лагуна, відділена від моря смугою піщаних дюн, які також є територією, що охороняється.
Болото довжиною 3,3 км і шириною до 320 метрів. Його площа складає 1,67 км² (166,7 га) і має солоність 1,3–7,0 ‰. Воно заросле очеретом і іншою болотною рослинністю, а дно покрито тиною і мулом. У північній та південній частині є 2 невеликі озера, які замерзають взимку. Піщана коса, яке відокремлює лагуну, майже меридіанна і довжиною близько 4 км. Це другий найдовший піщаний пляж на півдні Чорного моря після Поморія. Над лагуною піднімаються  5-6 метрові  дюни.  Піщана коса ширше на південному кінці і на півночі набагато тонше.  Рух пісків відбувається в напрямку переважаючого вітру.  Влітку, завдяки сильному випаровуванню та обмеженому потоку води, водне дзеркало поділяється на дві окремі частини. 
Ця територія має особливе значення як середовище існування багатьох охоронюваних видів водоплавних птахів.  Проблема полягає в нерегульованому полюванні та риболовлі на території охоронюваної території, а також через зобудований курорт "Св.Тома" поруч з лагуною. 
Інформаційні знаки перебувають у поганому стані або повністю відсутні.   

## Галерея

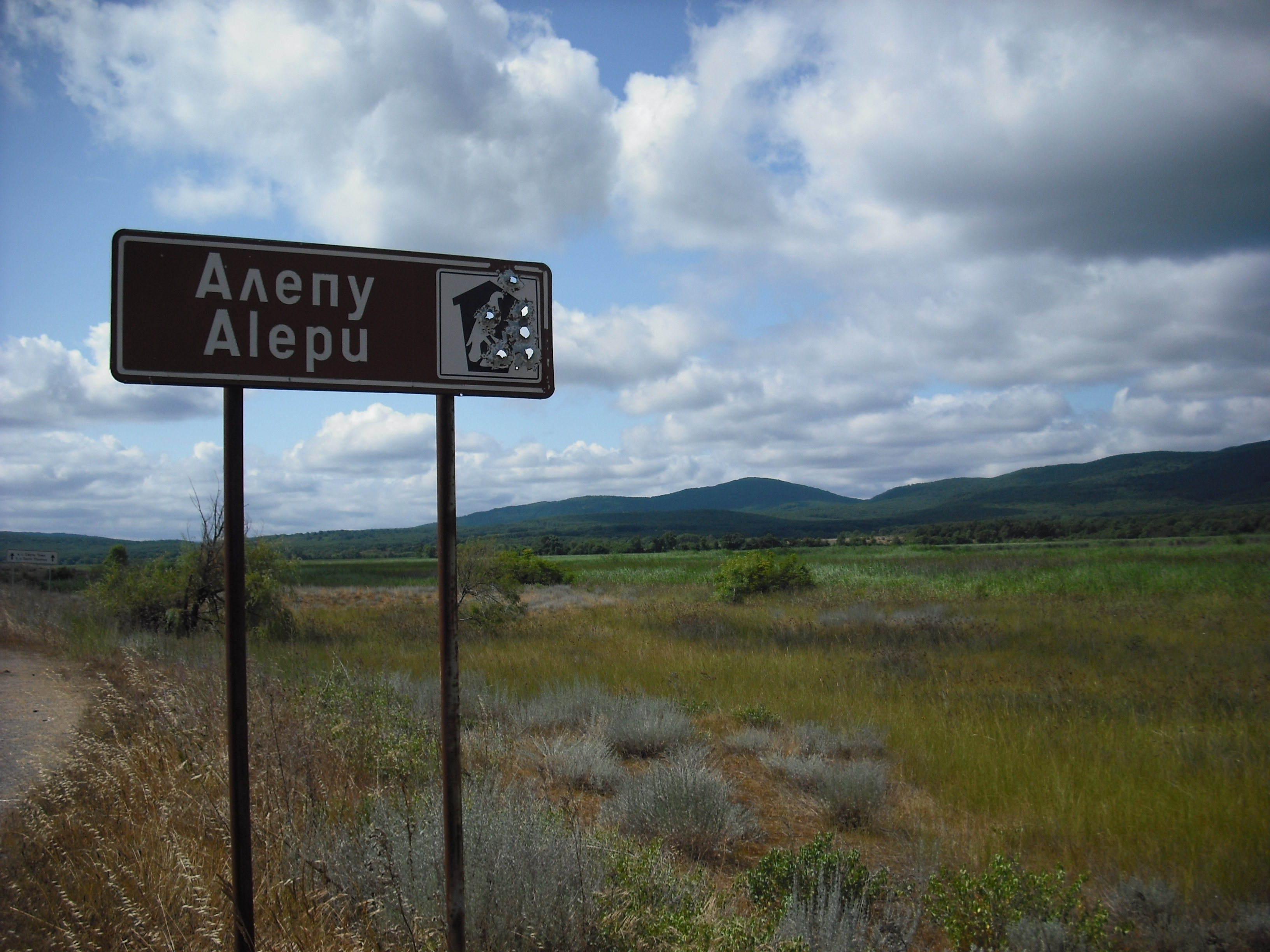
Дорожний знак
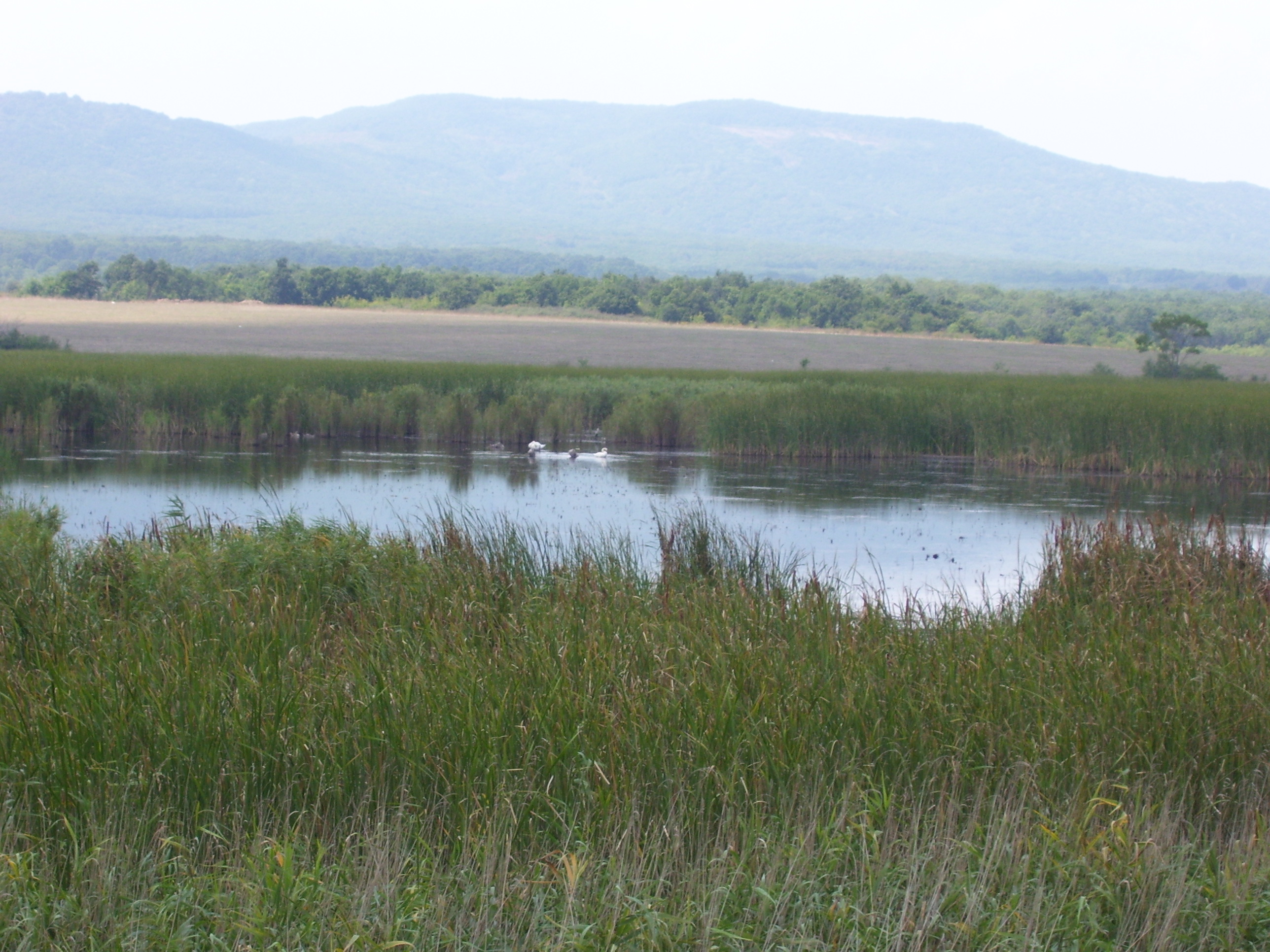
Лебеді
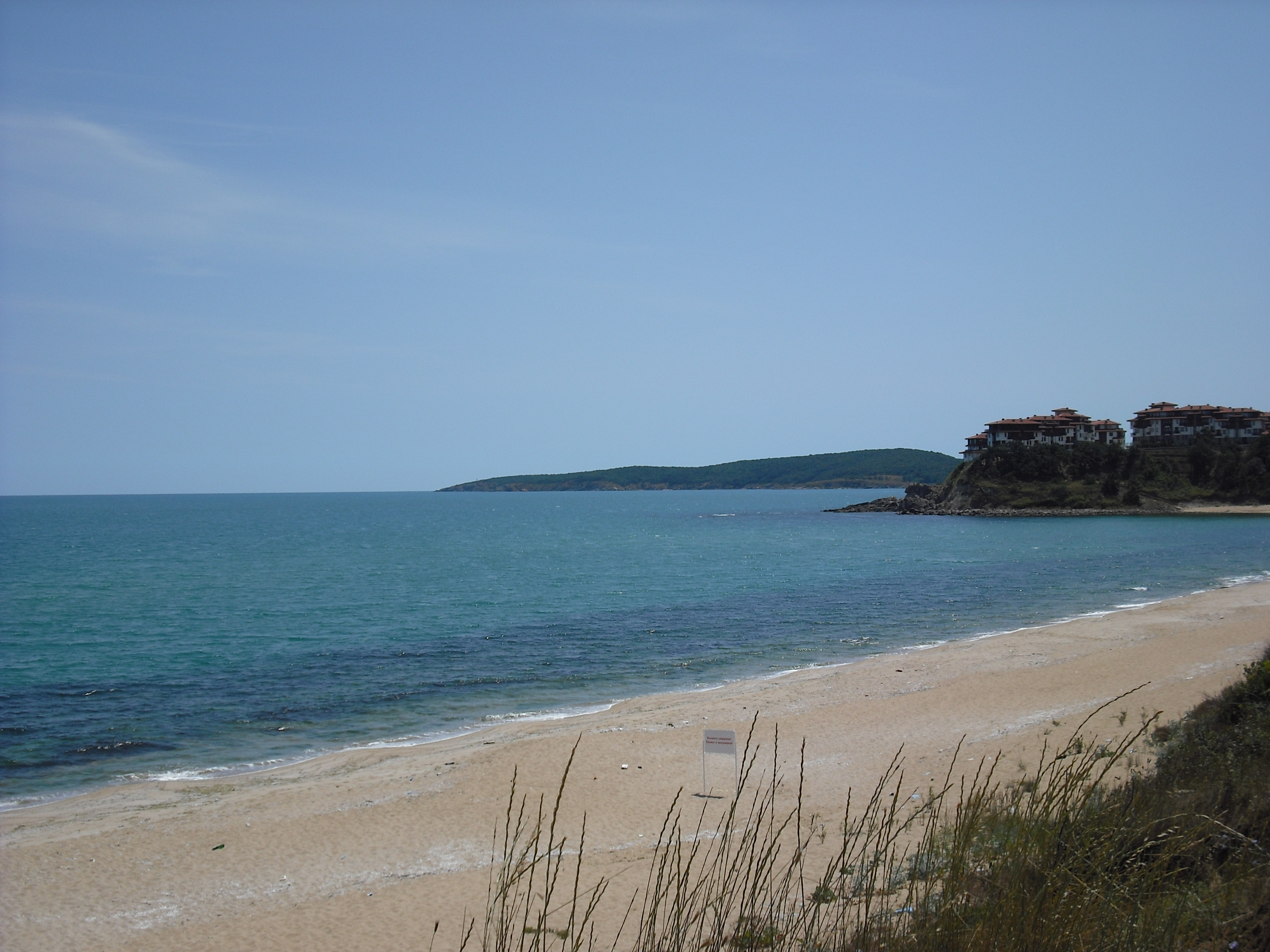
Дикий пляж з комплексом